# Karl Mildenberger
Karl Mildenberger est un boxeur allemand né le 23 novembre 1937 à Kaiserslautern et mort le 5 octobre 2018 dans la même ville.

## Biographie
Il fut champion d'Europe des poids lourds de 1964 à 1968.

## Carrière
Karl Mildenberger commence sa carrière professionnelle le 15 octobre 1958. Après 30 victoires et une défaite, il affronte le britannique Dick Richardson le 24 février 1962 pour le titre de champion d'Europe EBU mais est mis KO au premier round. En avril 1964, il combat Zora Folley, les deux hommes font match nul. 6 mois plus tard, il s'empare de la ceinture européenne des poids lourds en battant le champion d'Italie Santo Amonti. 
Karl Mildenberger défend ensuite victorieusement son titre à 3 reprises puis affronte le 10 septembre 1966 Mohamed Ali pour le titre de champion du monde WBA de la catégorie. Après avoir encaissé de nombreux coups, l'arbitre stoppe le boxeur allemand au cours du 12e round. Un an plus tard, il participe au tournoi pour le titre WBA dont Mohamed Ali vient d'être destitué mais il perd son combat contre Oscar Bonavena aux points par décision unanime après avoir été envoyé au tapis 4 fois. Cette défaite sera élue surprise de l'année par Ring Magazine.
Le 18 septembre 1968, il rencontre Henry Cooper pour la 7e défense de son titre européen mais au 8e round il est disqualifié pour des coups de tête répétés. Ce sera son dernier combat professionnel. 